# Music Wonderland
Music Wonderland je čtvrté výběrové album britského multiinstrumentalisty Mika Oldfielda. Vydáno bylo na jaře 1981 (viz 1981 v hudbě).
Tato kompilace byla původně určena pro německý trh. Jako její varianta pak vyšlo v Beneluxu a ve Francii album Mike Oldfield's Wonderland. Na rozdíl od něj ale Music Wonderland vyšlo později na CD.

## Skladby
1. „Arrival“ (Ulvaeus, Andersson, úprava Oldfield) – 2:46
2. „Portsmouth“ (tradicionál, úprava Oldfield) – 1:58
3. „Sheba“ (Oldfield) – 3:32
4. „Blue Peter“ (Oldfield) – 2:07
5. „Tubular Bells (Excerpt from Part One)“ (Oldfield) – 8:34
6. „The Sailor's Hornpipe“ (lidová, úprava Oldfield) – 1:31
7. „Punkadiddle“ (Oldfield) – 4:45
8. „Wonderful Land“ (Lordan) – 3:37
9. „In Dulci Jubilo“ (Pearsall, úprava Oldfield) – 2:49
10. „Ommadawn (Excerpt from Part One)“ (Oldfield) – 7:04
11. „On Horseback“ (Oldfield/Oldfield, Murray) – 3:23
12. „Guilty (Live)“ (Oldfield) – 3:39
13. „Platinum Part 4: North Star/Platinum Finale“ (Oldfield, Glass) – 4:42